# Schnaittenbach
Schnaittenbach é uma cidade da Alemanha localizado no distrito de Amberg-Sulzbach, região administrativa de Oberpfalz, estado de Baviera.